# Jerônimo Monteiro (kommun)
Jerônimo Monteiro är en kommun i Brasilien.   Den ligger i delstaten Espírito Santo, i den sydöstra delen av landet, 900 km sydost om huvudstaden Brasília. Antalet invånare är 10 888. Arean är 162 kvadratkilometer.
Terrängen i Jerônimo Monteiro är kuperad.
Följande samhällen finns i Jerônimo Monteiro:
- Jerônimo Monteiro

Omgivningarna runt Jerônimo Monteiro är huvudsakligen savann. Runt Jerônimo Monteiro är det ganska tätbefolkat, med 60 invånare per kvadratkilometer.